# Patria (série télévisée)
Pour les articles homonymes, voir Patria (homonymie).
 (novembre 2020).
Patria est une mini-série télévisée dramatique historique espagnole de 2020 produite par Alea Media pour HBO Europe, avec la participation de HBO Amérique latine, basée sur le roman du même nom de Fernando Aramburu. Créée et écrite par Aitor Gabilondo, la série suit en 8 épisodes deux femmes qui étaient autrefois des amies proches et se sont séparés lorsque le mari de l'une d'entre elles est tué par le groupe séparatiste basque ETA. Les deux premiers épisodes de la série en huit parties ont été diffusés le 27 septembre 2020 sur HBO Europe, HBO Go, HBO Now et HBO Max. La série est diffusée en France sur Canal+ depuis le 23 novembre,,,.

## Distribution
- Elena Irureta : Bittori
- Ane Gabarain : Miren
- Loreto Mauleón : Arantxa
- Eneko Sagardoy : Gorka
- Susana Abaitua : Nerea
- Mikel Laskurain : Joxian
- José Ramón Soroiz : Txato
- Íñigo Aranbarri : Xabier
- Jon Olivares : Joxe Mari
- Alvar Gordejuela : Juancar
- Fernando Guallar : Quique
- Begoña Maestre : Aránzazu
- Carlos Serrano[6]

## Production
La série devait initialement sortir le 17 mai 2020 mais, en raison de la pandémie Covid-19, la post-production n'a pas pu être terminée. La date de sortie a été repoussée au 27 septembre 2020. Les deux premiers épisodes ont été mis à disposition en streaming dans 21 pays européens via HBO Europe, et aux États-Unis, en Amérique latine et aux Caraïbes via HBO Go, HBO Now et HBO Max. Le reste des épisodes a été publié sur une base hebdomadaire. La série a également été diffusée sur HBO Latino à partir du 30 septembre 2020. À des fins promotionnelles, le premier épisode a également été diffusé sur la chaîne commerciale gratuite Telecinco en Espagne le 29 septembre 2020. 
Avant sa première diffusion en continu, la série a été projetée dans son intégralité au Festival international du film de San Sebastián 2020 le 18 septembre 2020. 
Canal + a acquis les droits de diffusion de la série en France, à partir du 23 novembre,,.

## Épisodes

### Saison 1
| N° | Titre français       | Titre espagnol               |
| -- | -------------------- | ---------------------------- |
| 1  | Redoux d'octobre     | Octubre benigno              |
| 2  | Rencontres           | Encuentros                   |
| 3  | Derniers goûters     | Últimas meriendas            |
| 4  | Txato, Entzun        | Txato, entzun, pim, pam, pum |
| 5  | Au pays des taiseux  | El país de los callados      |
| 6  | Patries et fariboles | Patrias y mandangas          |
| 7  | Pain ensanglanté     | Pan ensangrentado            |
| 8  | Matinée dominicale   | Mañana de domingo            |

## Distinctions
- 8e cérémonie des prix Feroz : meilleure actrice pour Elena Irureta, meilleure actrice dans un second rôle pour Loreto Mauleón[10]